# Emiliano Fossi
Emiliano Fossi (Firenze, 2 settembre 1973) è un politico italiano.

## Biografia
Nato il 2 settembre 1973 a Firenze, dov'è cresciuto, e vive nel rione del Gorinello, parte della frazione di San Piero a Ponti del comune di Campi Bisenzio, si è laureato in sociologia urbana presso la facoltà di scienze politiche dell'Università degli Studi di Firenze: l'Istituto Cesare Alfieri.
È sposato con Annalisa e padre di due figli: Lorenzo e Matilde.

## Attività politica
Si avvicina alla politica attiva agli inizi degli anni '90, attraverso il gruppo dei Giovani Progressisti, venendo candidato al consiglio comunale di Campi Bisenzio, nella lista civica di centro-sinistra in quota Partito Democratico della Sinistra (PDS) a sostegno del candidato sindaco Adriano Chini, ed eletto consigliere comunale alle elezioni comunali in Toscana del 1995.
Nel 1998 aderisce alla svolta di Massimo D'Alema dal PDS ai Democratici di Sinistra (DS), per unificare il PDS con altre forze della sinistra italiana, con cui alle comunali toscane del 1999 viene confermato consigliere comunale di Campi Bisenzio e andando a ricoprire l'incarico di capogruppo dei DS nel consiglio comunale.
All'interno dei DS ha ricoperto gli incarichi di segretario comunale a Campi Bisenzio dal 1998 al 2002 e membro della segreteria metropolitana fiorentina come Responsabile della comunicazione e organizzazione dal 2001 al 2003.
Dal 2004 al 2008 ricopre il ruolo di assessore alle politiche sociali e abitative nella giunta comunale di Campi Bisenzio guidata prima da Fiorella Alunni e poi da Adriano Chini, mentre dal 2008 al 2013 svolge l'incarico di assessore alle politiche educative, culturali e partecipazione del comune.
Alle elezioni comunali del 2013, dopo aver vinto le elezioni primarie del centro-sinistra per la scelta del candidato sindaco, viene eletto sindaco di Campi Bisenzio al primo turno con il 62,17% alla guida di una coalizione di centro-sinistra (PD, IdV, SEL e la civica "Emiliano Fossi Sindaco"), staccando nettamente lo sfidante di centrodestra Paolo Gandola (11,74%).
Dal 2015 al 2018 è Consigliere della Città Metropolitana di Firenze con deleghe allo Sport, Partecipazione, Informatizzazione, Digitalizzazione, Lavoro e Turismo.
Alle elezioni primarie del PD del 2017 ha sostenuto la mozione di Andrea Orlando, Ministro della giustizia e uno dei principali esponenti dell’area socialdemocratica del PD, entrando a far parte dell'Assemblea nazionale del PD.
Si ricandida alle elezioni comunali del 2018, dove al primo turno raccoglie il 42,2% alla guida di una coalizione di centrosinistra, venendo poi riconfermato sindaco al ballottaggio, dove raccoglie il 54,27% contro il 45,73% della sfidante di centrodestra Maria Serena Quercioli.
Durante i suoi mandati, Fossi si è impegnato nella valorizzazione della città di Campi attraverso una politica di opere pubbliche e con un occhio alle tematiche sociali. Particolarmente significativo è stato il suo impegno nella vicenda dello stabilimento GKN di Capalle, di cui era stata annunciata la chiusura nell'estate 2021; impegno che gli è valso risonanza a livello nazionale.
Il 17 agosto 2022 rassegna le dimissioni da sindaco, per potersi candidare con il Partito Democratico - Italia Democratica e Progressista (lista elettorale del PD) alle elezioni politiche anticipate di quell'anno alla Camera dei deputati, nel collegio uninominale Toscana - 08 (Scandicci) sostenuto dalla coalizione di centro-sinistra, dove viene eletto con il 41,01% dei voti e superando i candidati del centro-destra Chiara Mazzei (31,09%) e del Movimento 5 Stelle Maria Letizia Magnelli (10,98%). Nella XIX legislatura della Repubblica è componente della 11ª Commissione Lavoro pubblico e privato.
Alle primarie del PD del 2023 sostiene la mozione della deputata del PD Elly Schlein, che oltre a risultare vincente con il 53,75% dei voti, si candida e viene eletto, come espressione locale della mozione Schlein, segretario regionale del PD in Toscana.

## Pubblicazioni
- Neocomunitarismo ed Urbanistica; Medicea, 2012
- Futuro Presente; Memoranda, 2018